# Gerichtsbezirk Eisenbrod
Der Gerichtsbezirk Eisenbrod (tschechisch: soudní okres Železný Brod) war ein dem Bezirksgericht Eisenbrod unterstehender Gerichtsbezirk im Kronland Böhmen. Er umfasste Gebiete im Norden Böhmens im heutigen Liberecký kraj. Zentrum des Gerichtsbezirks war die Stadt Eisenbrod (Železný Brod). Das Gebiet gehörte seit 1918 zur neu gegründeten Tschechoslowakei und ist seit 1993 Teil der Tschechischen Republik.

## Geschichte
Die ursprüngliche Patrimonialgerichtsbarkeit wurde im Kaisertum Österreich nach den Revolutionsjahren 1848/49 aufgehoben. An ihre Stelle traten die Bezirks-, Landes- und Oberlandesgerichte, die nach den Grundzügen des Justizministers geplant und deren Schaffung am 6. Juli 1849 von Kaiser Franz Joseph I. genehmigt wurde. Der Gerichtsbezirk Eisenbrod gehörte zunächst zum Bunzlauer Kreis und umfasste 1854 die 21 Katastralgemeinden Bratřikow, Chlistow, Držkow, Eisenbrod, Großhorka, Haratic, Jilow, Jirkow, Kamenic, Lauček, Lhota, Nabel, Oberhammer, Skuhxow, Smrč, Sněhow, Stanow, Woleschnic, Wrat, Zahoř und Zasada. Der Gerichtsbezirk Eisenbrod bildete im Zuge der Trennung der politischen von der judikativen Verwaltung ab 1868 gemeinsam mit den Gerichtsbezirken Semil (tschechisch: soudní okres Semily) und Lomnitz an der Popelka (Lomnice nad Popelkou) den Bezirk Semil. 1876 wurde aus Gemeinden verschiedener Gerichtsbezirke der Gerichtsbezirk Hochstadt an der Iser gebildet, wobei der Gerichtsbezirk Eisenbrod die drei Gemeinden Stanow, Woleschnitz und Lhota für die Errichtung des Gerichtsbezirks abgeben musste.  Die Schaffung des Gerichtsbezirks Hochstadt wurde dabei am 1. Oktober 1876 amtswirksam.
Im Gerichtsbezirk Eisenbrod lebten 1869 20.859 Menschen, 1900 waren es 23.111 Personen. Der Gerichtsbezirk Eisenbrod wies 1910 eine Bevölkerung von 25.054 Personen auf, von denen 24.700 Tschechisch und 297 Deutsch als Umgangssprache angaben. Im Gerichtsbezirk lebten zudem 57 Anderssprachige oder Staatsfremde.
Durch die Grenzbestimmungen des am 10. September 1919 abgeschlossenen Vertrages von Saint-Germain kam der Gerichtsbezirk Eisenbrod vollständig zur neugegründeten Tschechoslowakei, wobei die Gerichtseinteilung bis 1938 im Wesentlichen bestehen blieb. Nach dem Münchner Abkommen wurden Teile des Gebiets dem Reichsgau Sudetenland bzw. dem Protektorat Böhmen und Mähren zugeschlagen. Nach dem Zweiten Weltkrieg wurde das Gebiet Teil des Okres Jablonec nad Nisou, zu dem das Gebiet des ehemaligen Gerichtsbezirks bis heute gehört. Nachdem die Bezirksbehörden im Zuge einer Verwaltungsreform 2003 ihre Verwaltungskompetenzen verloren, werden diese von den Gemeinden bzw. dem Liberecký kraj wahrgenommen, zu dem das Gebiet um Železný Brod seit Beginn des 21. Jahrhunderts gehört.

## Gerichtssprengel
Der Gerichtssprengel umfasste 1910 die 18 Gemeinden Bratřikov (Bratřikow), Chlistov (Chlistow), Držkov (Držkow), Haratice (Haratitz), Horská Kamenice (Kamenitz im Gebirge), Hrubá Horka (Grohorka), Jílové (Jilow), Jirkov (Jirkow'), Loučky (Louček'), Nábzí (Nabsel), Skuhrov (Skuhrow), Smrčí (Smrč), Sněhov (Sněhow), Velké Hamry (Großhammer), Vrat (Wrat), Zahoří (Záhoř), Zásada (Zasada) und Železný Brod (Eisenbrod).